# Bianco Sardo

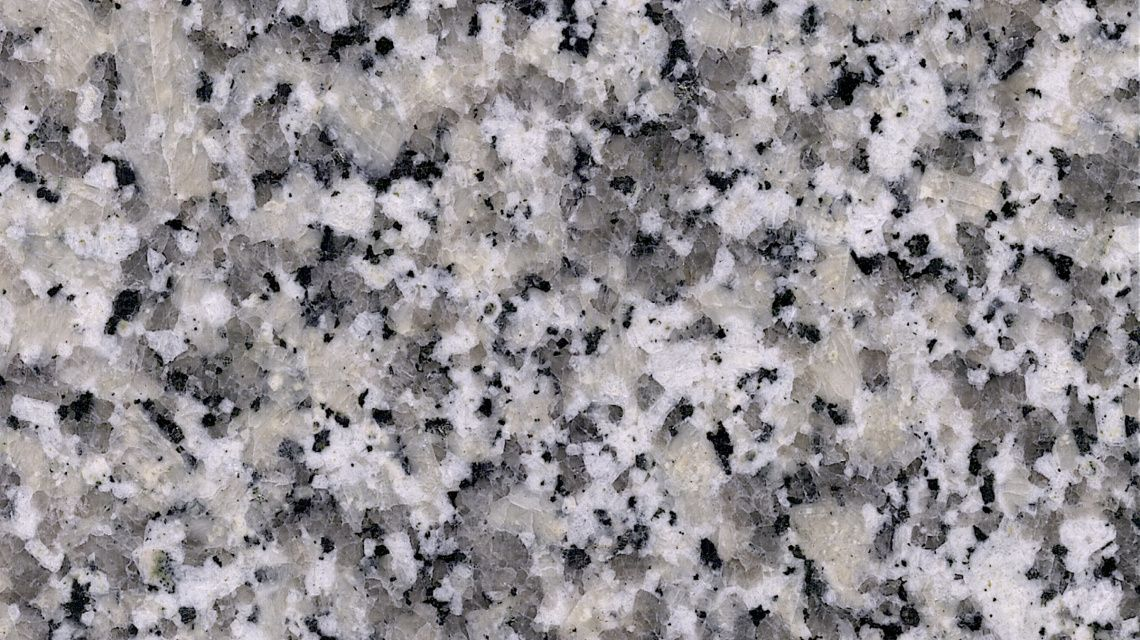
Bianco Sardo: Die polierte Oberfläche zeigt die einzelnen Minerale, welche die Gesteinsstruktur dieses Granits ausmachen. Der weißliche Feldspat und der graue (transparente) Quarz sind die Hauptgemengeteile.

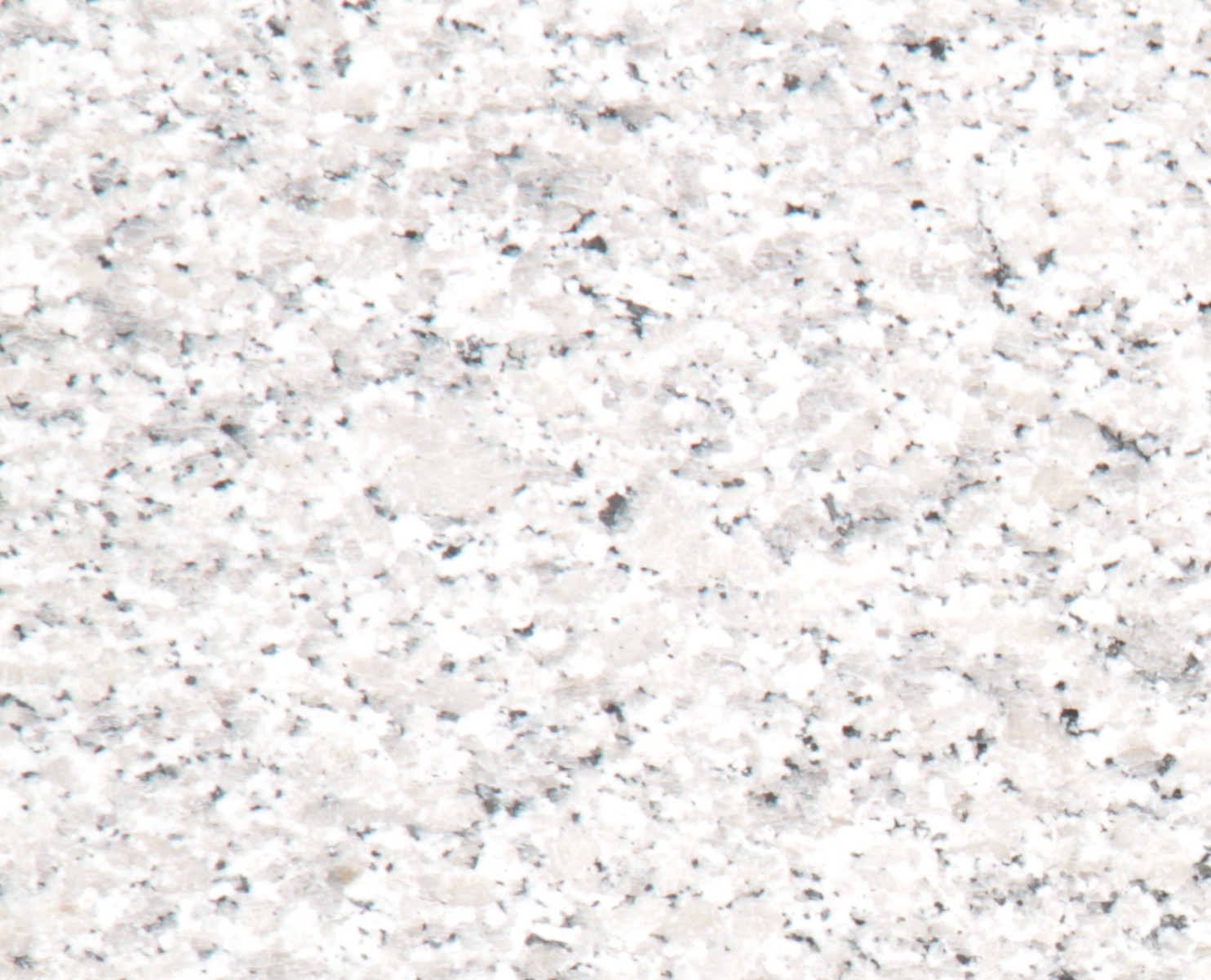
Bianco Sardo mit geschliffener Oberfläche

Als Bianco Sardo (ital.: bianco = weiß) wird ein Granit aus der italienischen Granitregion Gallura bezeichnet, der im Gebirgsmassiv Monte Limbara im Norden Sardiniens abgebaut wird. Dieser Granit wird in mehreren Steinbrüchen um Buddusò in der Metropolitanstadt Sassari gebrochen und entstand im Karbon vor 330 Millionen Jahren.

## Entstehung
Die Granitvorkommen Sardiniens, wie der Rosa Sardo und der Bianco Sardo, bildeten sich vor Jahrmillionen in großvolumigen Magmenkammern in der Erdkruste und kristallisierten dort nach langen Zeiträumen aus. Je nach Geschwindigkeit der Abkühlung und Zusammensetzung des Magmas entstanden unterschiedliche Granitvorkommen.

## Gesteinsbeschreibung
Der aus weißen und champagnerfarbenen Feldspäten bestehende Bianco Sardo ist mittel- bis grobkörnig. Bianco Sardo enthält grauen Quarz und der schwarze Biotit gibt ihm sein körniges Gefüge. Biotit kann durchaus angehäuft in bis zu 5 cm großen dunklen Stellen – allerdings selten – vorkommen. Etwa 30 % Quarz ist in diesem Naturstein enthalten und verleiht diesem Gestein seine Abriebhärte. In diesem Naturstein können in geringen Anteilen Chlorit, Amphibole, Magnetit und auch Pyrit vorkommen.
Der weitestgehend hellweiße Naturstein kann bis ins Graue variieren und wird dann Sardo Grigio (ital.: grigio = grau) genannt.

## Verwendung
Das große Granitvorkommen auf Sardinien wurde bereits in prähistorischer Zeit zum Bau von massiven Mauern und im Steinbau verwendet und ist mit dem anderen lokalen Granit, dem Rosa Sardo, in historischen klerikalen und profanen Bauwerken aus Mauerstein auf der Insel verbaut worden. Bianco Sardo wurde erst in den 1970er Jahren international als Platte und Fliese gehandelt, vorher war dieses Gestein lediglich von lokaler Bedeutung im Bauwesen.
Bianco Sardo kann poliert werden und ist säure-, laugen- und frostbeständig. Er wird im Bauwesen sowohl im Innen- als auch Außenbau für Boden- und Treppenbeläge, Fensterbänke, Küchenarbeitsplatten und Wandverkleidungen verwendet, und heute vor allem in Privat- und Geschäftshäusern verbaut.